# Řád Alžběty (Rakousko)
Alžbětin řád (německy österreichisch kaiserlicher Elizabeth-Orden) byl rakousko-uherský ženský záslužný řád, založený císařem Františkem Josefem I. roku 1898. Řád zanikl spolu s monarchií na podzim roku 1918.

## Dějiny a udílení řádu
Řád založil 17. září 1898 František Josef I. na paměť své zavražděné manželky císařovny Alžběty Bavorské. Poprvé byl udělen již v den založení, který byl zároveň dnem pohřbu císařovny Alžběty, dvorní dámě panovnice Irmě hraběnce Sztárayové. Šlo o výlučně dámský záslužný řád udílený bez ohledu na stav či náboženství. Alžbětin řád byl udílen doslova napříč celou společností, přestože jeho vyšší stupně byly určeny zejména pro členky panovnických a aristokratických rodů.

## Insignie
Odznakem řádu je zlatý, rovnoramenný kříž s liliovitě stylizovanými rameny v červeno-bílo-červené barvě. Mezi rameny jsou větvičky růží v přirozených barvách. Medailon uprostřed je bílý s vyobrazením busty sv. Alžběty. Na reversu bylo zlaté písmeno E s růží. Mezi rameny kříže byly stylizované růže. Stuha byla bílá, s tmavě červenými proužky na okrajích. U I. třídy a velkokříže je odznak převýšen smaltovanou mašlí. Odznak II. třídy byl vyveden ve stříbře. Hvězda je osmihrotá stříbrná, briliantující s řádovým odznakem uprostřed. Stuha je bílá s tmavě červenými okraji.

## Třídy a způsoby nošení
Podle prvních statut měl řád tři třídy:
- Velkokříž (odznak na velkostuze a hvězda)
- I. třída (odznak na levé straně hrudi zavěšený na mašli, hvězda na pravé straně)
- II. třída (odznak na mašli na levé straně hrudi)[1]

Roku 1918 přidal císař Karel I. jako druhý stupeň I. třídu s hvězdou. K řádu byly připojeny medaile Stříbrný kříž a Alžbětina medaile.
Jednalo o fakticky o jediný záslužný řád monarchie určený pro ženy, neboť jiný, dámský řád – Řád hvězdového kříže byl určen pouze ženám z vysokých aristokratických kruhů. Řád Alžběty byl naopak určen všem ženám bez rozdílu společenského původu, národnosti nebo náboženství. Udělován byl zejména za charitu.

## Významní nositelé
Velkokříž s brilianty jako nejvyšší forma řádu byl udělován jenom vzácně. K jeho nositelkám patřily například německá císařovna Augusta Viktorie nebo britská královna Alexandra, manželka krále Eduarda VII. Mezi českými nositelkami byla Anna Podlipná, hraběnka Zdenka Kounicová nebo Pavlína Křižíková.

## Galerie

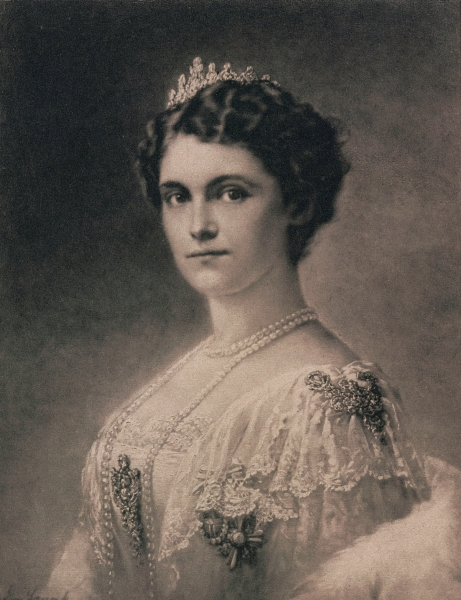
Císařovna a královna Zita s řádovou dekorací (velkokříž).